# 蒙加亚尔德萨利
蒙加亚尔德萨利（法語：Montgaillard-de-Salies，法語發音：[mɔ̃gajaʁ də sali]）是法国上加龙省的一个市镇，属于圣戈当斯区。

## 地理
蒙加亚尔德萨利（43°3'40"N, 0°55'53"E）面积6.04 平方千米，位于法国奧克西塔尼大區上加龙省，该省份为法国西南部内陆省份，西南端与西班牙接壤，自此顺时针与上比利牛斯省、热尔省、塔恩-加龙省、塔恩省、奥德省和阿列日省接壤。
与蒙加亚尔德萨利接壤的市镇（或旧市镇、城区）包括：卡斯泰尔比亚格、菲加罗勒、伊镇、马讷、蒙塔斯特吕克-德萨利、萨莱克。

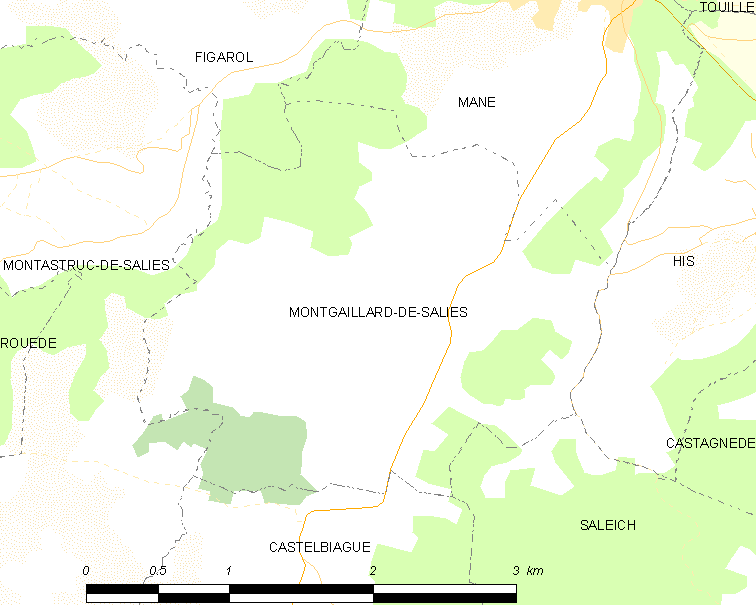
蒙加亚尔德萨利的OSM定位图

蒙加亚尔德萨利的时区为UTC+01:00、UTC+02:00（夏令时）。

## 行政
蒙加亚尔德萨利的邮政编码为31260，INSEE市镇编码为31376。

## 政治
蒙加亚尔德萨利所属的省级选区为巴涅尔德吕雄县。

## 人口

1962-2008年间蒙加亚尔德萨利人口变化图示

蒙加亚尔德萨利于2022年1月1日时的人口数量为106人。